# J'AI MENTI.
Albums de Damso
QALF
(2020) BĒYĀH
(2025)
J'AI MENTI. est le cinquième album studio du rappeur belge Damso, sorti le 15 novembre 2024 sous les labels Trente-quatre Centimes et Universal.
Ce projet a été une surprise pour les fans, car le rappeur avait initialement annoncé une pause musicale jusqu'en 2025, avec un dernier album intitulé Bēyāh prévu pour le 30 mai 2025 .

## Accueil
L'album a suscité des réactions variées tant du point de vue des fans que des performances commerciales.

### Accueil critique
Le Monde décrit l'album comme « un nouvel album dansant avec Angèle, Kalash et Kalash Criminel », mettant en avant la richesse des collaborations et des sonorités.

## Liste des pistes
Les onze pistes de cet album sont :
| No  | Titre                                | Compositeur(s)                                                            | Durée |
| --- | ------------------------------------ | ------------------------------------------------------------------------- | ----- |
| 1.  | CHROME                               | Prinzly, Damso, Jules Fradet                                              | 2:35  |
| 2.  | Laisse-moi tranquille.               | Boumidjal, Paco Del Rosso, Jules Fradet, Damso, Tracy Hamelrijk , Belhadj | 3:36  |
| 3.  | Limbisa ngai (feat. Kalash Criminel) | Damso, Ozhora Miyagi                                                      | 2:52  |
| 4.  | Tout tenter (feat. Angèle)           | Jules Fradet, Paco Del Rosso, Angèle, Damso                               | 2:58  |
| 5.  | Mony (feat. Michkavie)               | Boumidjal, HoloMobb, Shaz, Damso                                          | 2:38  |
| 6.  | Alpha (feat. Kalash)                 | Shaz, Mikado972, Damso                                                    | 2:48  |
| 7.  | Schéma                               | Ambezza, Damso, Darko                                                     | 3:07  |
| 8.  | Conséquences                         | Twinsmatic, Jules Fradet, Damso                                           | 3:27  |
| 9.  | 24h plus tôt                         | Paco Del Rosso, Tommy On The Track, Damso                                 | 4:16  |
| 10. | La rue est morte.                    | Louis Dureau, Damso                                                       | 2:46  |
| 11. | DAMSAUTISTE                          | Tommy On The Track, Twinsmatic, Paco Del Rosso                            | 2:51  |

## Titres certifiés en France
- Alpha (feat. Kalash)  Diamant